# Ulanów
Ulanów is een stad in het Poolse woiwodschap Subkarpaten, gelegen in de powiat Niżański. De oppervlakte bedraagt 8,08 km², het inwonertal 1490 (2005).